# Petrus Filenius
Petrus Filenius, född 15 april 1704 i Röddinge församling, Skåne, död 2 juni 1780 i Linköping, var en svensk biskop, professor och talman för prästeståndet.

## Biografi
Filenius föddes 1704 i Röddinge församling. Han var son till kyrkoherden Petrus Nilsson Filenius och hans hustru Juditha Dorothea Vinqvist. Filenius studerade i Lund och blev höstterminen 1721 student vid Lunds universitet. Han avlade magisterexamen vid universitet 1730. Filenius var informator till Arvid Horns ende son och genom Horns förmedling blev han 1731 adjunkt vid filosofiska fakulteten vid Kungliga Akademien i Åbo. År 1735 utnämndes han till professor i österländska språk. År 1741 förflyttades Filenius till en post som professor i teologi vid samma universitet. År 1742 tvingades Filenius under hattarnas ryska krig att fly till Sverige, där han anställdes som professor i orientaliska och grekiska språk i Lund. Från 1746 var Filenius även riksdagsledamot, lojal med hattpartiet.
År 1761 utnämndes Filenius till biskop i Linköpings stift. Åren 1760–1762 och 1765–1766 hade Filenius plats i sekreta utskottet och fungerade också som talman för prästeståndet, då ärkebiskopen Magnus Beronius för sin dåliga hälsas skull inte kunde närvara vid riksdagen. Vid mössornas maktövertagande 1771 fick dock Filenius träda undan för Skarabiskopen Anders Forssenius.

### Familj
Filenius gifte sig första gången 5 augusti 1740 gift med Ulrika Benzelstierna (1725–1766), dotter till ärkebiskop Erik Benzelius den yngre och Anna Swedenborg. De fick tillsammans barnen professorn Erik Filenius (1742–1788) i Uppsala, Anna Dorothea Filenia som var gift med domprosten Samuel Älf i Linköpings församling, Birgitta Catharina Filenius (1754–1755), Johanna Ulrica Filenius (1758–1760) och en son (död 1761).
Filenius gifte sig andra gången med Maria Worster (död 1795). Hon var dotter till grosshandlaren Samuel Worster och Margareta Luther i Stockholm. Maria Worster lade grunden till Worsterska donationen för behövande prästänkor från Linköpings stift.